# Kavala
Kavala (grško Καβάλα, Kavála [kaˈvala]) je mesto v severni Grčiji, glavno obmorsko pristanišče vzhodne Makedonije in glavno mesto regionalne enote Kavala.
Je v zalivu Kavala, nasproti otoka Tasos in ob avtocesti Egnatia Odos, eno uro in pol vožnje do Soluna (160 kilometrov) zahodno) in štirideset minut vožnje do Drama (37 km severno) in Ksanti (56 km vzhodno). Prav tako je približno 150 kilometrov zahodno od Aleksandrupolisa.
Kavala je pomembno gospodarsko središče severne Grčije, središče trgovine, turizma, ribolova in dejavnosti, povezanih z nafto, in nekoč cvetoča trgovina s tobakom.

## Imena
V zgodovini je mesto znano pod več imeni. V antiki se je mesto imenovalo Neapolis ('novo mesto', kot mnoge grške kolonije). V zgodnjem srednjem veku so ga preimenovali v Christo(u)polis ('Kristusovo mesto'), v visokem srednjem veku pa so ime mesta slovanizirali v Morunets (bolgarsko Морунец).

## Etimologija
Etimologija sodobnega imena mesta je sporna. Nekateri omenjajo starogrško naselbino Skavala v bližini mesta. Drugi menijo, da ime izhaja iz italijanskega cavallo, kar pomeni 'konj'. Mesto leži na starodavni poti Via Egnatia; zato je Cavala označilo 'konje' (cavalla), kjer so cesarski kurirji menjavali konje. Francoski popotnik Bellon, ki je leta 1547 obiskal Kavalo, omenja lokalno izročilo, da je mesto prvotno dobilo ime po Aleksandru Velikem, ki ga je poimenoval 'Bukefala' po imenu svojega konja Bukefala. Druga možnost je, da Kavala je turško ime, ki so ga dali Turki, potem ko so v začetku 16. stoletja ponovno ustanovili mesto. Ne nazadnje, kot je prvi poudaril arheolog Georgios Bakalakis, je blizu bizantinskega mesta Ikonij – zdaj Konya – v Mali Aziji obstajala bizantinska trdnjava z imenom Kavala. Ko so Osmani pripeljali muslimanske naseljence iz Ikonija, da bi ustanovili mesto na ozemlju Kavale v začetku 16. stoletja so ti ljudje s seboj prinesli ime svoje domovine. Danes je vzdevek mesta 'modro mesto' (Η γαλάζια πόλη) in simbol občine Kavala je glava boginje Partenos, boginje zaščitnice starodavnega Neapolisa, kot je upodobljen na kovancih starogrškega mesta.

## Zgodovina

### Antika
Mesto so v poznem 7. stoletju pr. n. št. ustanovili naseljenci s Tasosa. Bila je ena od več tasijskih kolonij ob obali, ki so bile vse ustanovljene, da bi izkoristile bogate rudnike zlata in srebra, zlasti tiste v bližnji gori Pangaion (ki jih je sčasoma izkoriščal Filip II. Makedonski).
Čaščenje Partenosa/Device, ženskega božanstva grškega jonskega izvora, povezanega z Ateno, je arheološko potrjeno v arhaičnem obdobju. Konec 6. stoletja pred našim štetjem je Neapolis zahteval neodvisnost od Tasosa in začel izdajati lastne srebrnike z glavo Gorgone (γοργὀνειο) na eni strani. Nekaj desetletij pozneje je veliki jonski tempelj iz tasijskega marmorja nadomestil arhaičnega. Njegove dele je zdaj mogoče videti v mestnem arheološkem muzeju.
Leta 411 pred našim štetjem, med peloponeško vojno, so Neapolis oblegale zavezniške vojske Špartancev in Tasijcev, vendar so ostali zvesti Atenam. Dva atenska častna odloka sta leta 410 in 407 pr. n. št. nagradila Neapolis za njegovo zvestobo.
Neapolis je bilo mesto v Makedoniji 14 km od pristanišča Filipi. Bil je članica Druge atenske zveze; steber, najden v Atenah, omenja prispevek Neapolisa k zavezništvu. Mesto je kasneje osvojila Kraljevina Makedonija.

### Rimsko in bizantinsko obdobje
Skozi mesto je potekala vojaška rimska cesta Via Egnatia, ki je pripomogla k razcvetu trgovine. Leta 168 pr. n. št. je postala je rimska civitas in je bila baza za Bruta in Kasija leta 42 pr. n. št., pred njunim porazom v bitki pri Filipih.
Apostol Pavel je med svojim prvim potovanjem v Evropo pristal v Neapolisu.
V 6. stoletju je bizantinski cesar Justinijan I., Ilir iz Taorja v Dardaniji (Prokopij), utrdil mesto, da bi ga zaščitil pred vpadi barbarov. V kasnejšem bizantinskem času se je mesto imenovalo Kristo(u)polis (Χριστούπολις, 'Kristusovo mesto') in je sprva pripadalo temi Makedonija, kasneje pa temi Strimon. Prva ohranjena omemba novega imena je v taktikonu iz začetka 9. stoletja. Mesto je omenjeno tudi v Življenju sv. Gregorja Dekapolisa. V 8. in 9. stoletju so bolgarski napadi prisilili Bizantince, da so reorganizirali obrambo območja in veliko pozornosti namenili Kristoupolisu z utrdbami in pomembno garnizijo. Mesto je ostalo pod bizantinskim nadzorom in leta 837 so bizantinske oborožene sile iz Kristoupolisa pod poveljstvom cezarja Alexiusa Moselieja zaustavile bolgarske napade na Filipiski ravnini.
Iz okoli leta 830–840 našega štetja je grški napis na stenah obrambnega stolpa mestnih utrdb, viden še danes; glede na drug napis iz leta 926 (danes v arheološkem muzeju v Kavali), je general Teme Strymon Vasilios Klaudon, obnovil »padle in poškodovane« obrambne zidove.
Sredi 12. stoletja je arabski geograf Al-Idrizi obiskal Kristoupolis in ga opisal kot dobro utrjeno mesto in središče pomorske trgovine. Po drugem napisu, ki je prav tako danes v arheološkem muzeju v Kavali, so Normani verjetno požgali mesto leta 1185, potem ko so zavzeli prvi Solun. Nekaj let kasneje je mesto padlo v roke Langobardov po četrti križarski vojni in ga je leta 1225 znova osvobodil vodja epirske države Teodor Komnen.
Leta 1302 Kataloncem ni uspelo zavzeti mesta. Da bi jim preprečil vrnitev, je bizantinski cesar Andronik III. Paleolog zgradil nov dolg obrambni zid. Leta 1357 sta dva bizantinska častnika in brata, Aleksej in Ivan, nadzorovala mesto in njegovo ozemlje. Izkopavanja so razkrila ruševine zgodnje bizantinske bazilike pod osmansko mošejo v starem mestnem jedru. Uporabljali so jo do pozne bizantinske dobe.

### Osmanska doba
Osmansko cesarstvo je mesto prvič zavzelo leta 1387. Kavala je ostala del Osmanskega cesarstva do leta 1912. Leta 1519 (hidžra 925) je bilo mesto v neposredni lasti sultana kot has in je imelo 22 muslimanskih in 61 krščanskih gospodinjstev. V 16. stoletju je Aromun, ki se je v poznih najstniških letih spreobrnil v islam, Ibrahim paša, veliki vezir Sulejmana Veličastnega, prispeval k blaginji in rasti mesta z rekonstrukcijo poznorimskega (1.–6. stoletje n. št.) akvadukta. Osmani so razširili tudi bizantinsko trdnjavo na hribu Panagia. Obe znamenitosti sta danes med najbolj prepoznavnimi simboli mesta.
Mohamed Ali, ustanovitelj dinastije, ki je vladala Egiptu, se je rodil v etnični albanski družini v Kavali leta 1769. Njegova hiša je ohranjena kot muzej.

### 20. stoletje
Kavalo je zavzela bolgarska vojska v prvi balkanski vojni, nato pa jo je ponovno zajela grška mornarica med drugo balkansko vojno in je bila vključena v Grčijo z Bukareštansko pogodbo. Avgusta 1916 so se ostanki IV. armadnega korpusa stacionirani v Kavali pod vodstvom Ioannisa Hatzopoulosa predali napredujoči bolgarski vojski. Ti dogodki so izzvali vojaški upor v Solunu, ki je vodil do ustanovitve začasne vlade narodne obrambe in sčasoma do vstopa Grčije v prvo svetovno vojno.
Bolgarska okupacija mesta je trajala od avgusta 1916 do septembra 1918. Na stotine žrtev in očividcev je pričalo o bolgarskih grozodejstvih v povojnem medzavezniškem zasliševalnem odboru, ki je končno podal svoje poročilo 21. aprila 1919 po in situ preverjanje okoliščin.
Po grško-turški vojni 1919–1922 je mesto vstopilo v novo dobo blaginje zaradi delovne sile, ki jo je omogočilo na tisoče beguncev, ki so se na to območje preselili iz Anatolije. Razvoj je bil tako industrijski kot kmetijski. Kavala se je močno vključila v predelavo in trgovanje s tobakom ter se še naprej razvijala. V mestu je ohranjenih veliko stavb, povezanih s skladiščenjem in predelavo tobaka iz tiste dobe. V obdobju med vojnama in drugo Helensko republiko je bila Kavala 4. največje mesto v Grčiji (za Atenami, Solunom in Patrasom). Leta 1934 je bil Dimitrios Partsalidis izvoljen za župana Kavale, prvi komunistični župan v sodobni grški zgodovini. Mesto je začasno pridobilo tisk, vzdevek 'Mala Moskva'.
Med drugo svetovno vojno in po bitki za Grčijo je Bolgarija ponovno zasedla mesto po nemški invaziji (aprila 1941). Med bolgarsko okupacijo (1941–1944) so Bolgari izgnali skoraj celotno judovsko skupnost mesta, jo predali nemškim oblastem in jo kot del holokavsta iztrebili v taborišču smrti Treblinka.
Po letih po drugi svetovni vojni se je mesto soočilo z gospodarskim nazadovanjem in izseljevanjem.
V poznih 1950-ih se je Kavala razširila proti morju, tako da je pridobila zemljo z območja zahodno od pristanišča.
Leta 1967 je kralj Konstantin II. zapustil Atene in odšel v Kavalo v neuspešnem poskusu izvajanja protidržavnega udara proti vojaški hunti.

### 21. stoletje
16. julija 2022 je Meridian Flight 3032 strmoglavil v bližini vasi. Antonov An-12BK ukrajinske registracije je prevažal 11,5 ton streliva iz Niša v Dako, ko je letalo začelo izgubljati višino nad Egejskim morjem in se obrnilo, vendar je padlo 35 kilometrov zahodno od letališča Kavala. Vseh 8 članov posadke je umrlo.

## Cerkvena zgodovina
Neapolis je bil dovolj pomemben v poznorimski provinci Makedonija Secunda, da je bil sufragan metropolitanske nadškofije svoje prestolnice v Filipih v okvirih grško-krščanske vzhodne cerkve. V 8. stoletju našega štetja se prvič nanaša na škofijo Kristoupolis in kasneje, med 886–912, v času vladavine cesarja Leona Modrega, je Kristoupolis omenjen kot ena od šestih škofij metropolije Filipi. Šele kasneje, leta 1260, je Kristoupolis sam postal metropolija. 
Po osvoboditvi mesta Kavala s strani grške vojske med balkanskimi vojnami je bila lokalna cerkev ponovno ustanovljena pod uradnim naslovom Metropola Filipov, Neapolisa in Tasosa vse do danes. Metropolija Kavala je ustanovila konferenčni center, posvečen svetemu Pavlu, v vasi Lidija, blizu mesta, kjer je po izročilu Pavel krstil sveto Lidijo, v reki Zygaktis. Na istem mestu je Metropolis postavil edinstveno krstilnico na prostem in edinstveno osmerokotno krstilnico z mozaično dekoracijo in vitražem, edini takšen tempelj v Grčiji.

## Uprava

### Občina
Občina Kavala je nastala ob reformi lokalne samouprave leta 2011 z združitvijo dveh nekdanjih občin, ki sta postali občinski enoti.
| Municipal unit | Population (2011) | Population (2021) | Area (km2) |
| -------------- | ----------------- | ----------------- | ---------- |
| Kavala         | 58.790            | 56.243            | 112,599    |
| Filipi         | 11.711            | 10.133            | 238,751    |

Občina ima površino 351,35 kvadratnih kilometrov. Leta 2011 je nova občina imela 70.501 prebivalcev. Po popisu leta 2021 je 66.376 prebivalcev. Sedež občine je v Kavali.

## Gospodarstvo
Tradicionalno je bil glavni poklic prebivalcev Kavale ribolov. Mestni ribiči so bili znani po vsej severni Grčiji.
Po industrializaciji države je Kavala postala tudi središče tobačne industrije v severni Grčiji. Stavba Mestnega tobačnega skladišča (1910) stoji še danes.
Nahajališča nafte so bila odkrita zunaj mesta v 1970-ih in jih trenutno izkoriščata dve naftni ploščadi (Prinos in Epsilon).

## Podnebje
Kavala ima vroče poletno sredozemsko podnebje (Köppnova podnebna klasifikacija Csa), ki meji na polsuho podnebje na območju mestnega letališča in vlažno subtropsko podnebje v središču mesta (Köppnova podnebna klasifikacija BSk, Cfa). Letno povprečje padavin na letališču Chrysoupoli je 466,2 mm. Sneženje je občasno, a bolj ali manj vsako leto. Vlažnost je vedno zmerna do visoka.
Absolutna najvišja kdaj koli zabeležena temperatura je bila 38,0 °C, medtem ko je bila absolutna najnižja kdaj koli zabeležena temperatura -8,0 °C.

## V popularni kulturi
Leta 1934 je bil Mitsos Partsalidis izvoljen za župana Kavale, prvi komunistični župan v sodobni grški zgodovini. 
Mesto je med tiskom začasno dobilo vzdevek 'mala Moskva'.
Med filmi, posnetimi v mestu, je Topkapi (1964), delno posnet v Kavali.